# Davide Somma
Davide Enrico Somma (Johannesburg, 26 marzo 1985) è un ex calciatore sudafricano di origini italiane, di ruolo attaccante.

## Carriera

### Club
Nato a Johannesburg da genitori italiani decide di andare a giocare in Italia, nel Perugia, dove non totalizza alcuna presenza nell'unica stagione in cui vi ha giocato (2004-2005). Nel giugno 2005 viene acquistato dal Pro Vasto dove gioca due stagioni (2005-2006 e 2006-2007). In questo club realizza 39 presenze, ma mette a segno la miseria, per il suo ruolo, di due reti.
Nell'agosto 2007 viene acquistato dall'Olbia, con cui totalizza 15 presenze e una rete nella stagione 2007-2008. Dopo questa esperienza in Italia, si trasferisce a titolo definitivo al San Jose totalizzando, nell'unica stagione in cui gioca nel club americano (2008-2009), 3 presenze.
Dopo l'esperienza in America e in Italia, Somma viene acquistato dal Leeds nella stagione 2009-2010. Non gioca mai e nel gennaio 2010 verrà ceduto in prestito con diritto di riscatto al Chesterfield fino a giugno 2010. Qui totalizza 3 presenze, ciononostante la dirigenza del Leeds lo continua a tenere là fino a giugno.
Continuano i prestiti, e questa volta passa nel febbraio 2010 al Lincoln City, inizialmente per un solo mese. Somma trova spazio e il prestito viene allargato fino al termine della stagione, chiudendo con 9 gol in 14 presenze. L'attaccante italo-sudafricano fa quindi ritorno al Leeds, che nel frattempo era tornato a disputare la Championship, ovvero la seconda serie inglese. Il suo bottino stagionale con la maglia dei Peacocks è stato di 11 gol in 29 partite disputate.

### Nazionale
Dal giugno 2010 Somma decide di voler giocare con la Nazionale africana dove è nato, potendo anche optare per la Nazionale italiana dopo aver ricevuto il passaporto. Esordisce in Nazionale durante la partita Sudafrica-Stati Uniti, del 17 novembre 2010.
Realizza la prima rete nella sua seconda presenza contro il Kenya.

## Statistiche

### Cronologia presenze e reti in nazionale
| Cronologia completa delle presenze e delle reti in nazionale ― Sudafrica | Cronologia completa delle presenze e delle reti in nazionale ― Sudafrica | Cronologia completa delle presenze e delle reti in nazionale ― Sudafrica | Cronologia completa delle presenze e delle reti in nazionale ― Sudafrica | Cronologia completa delle presenze e delle reti in nazionale ― Sudafrica | Cronologia completa delle presenze e delle reti in nazionale ― Sudafrica | Cronologia completa delle presenze e delle reti in nazionale ― Sudafrica | Cronologia completa delle presenze e delle reti in nazionale ― Sudafrica |
| Data                                                                     | Città                                                                    | In casa                                                                  | Risultato                                                                | Ospiti                                                                   | Competizione                                                             | Reti                                                                     | Note                                                                     |
| ------------------------------------------------------------------------ | ------------------------------------------------------------------------ | ------------------------------------------------------------------------ | ------------------------------------------------------------------------ | ------------------------------------------------------------------------ | ------------------------------------------------------------------------ | ------------------------------------------------------------------------ | ------------------------------------------------------------------------ |
| 17-11-2010                                                               | Città del Capo                                                           | Sudafrica                                                                | 0 – 1                                                                    | Stati Uniti                                                              | Amichevole                                                               | -                                                                        | 60’                                                                      |
| 9-2-2011                                                                 | Johannesburg                                                             | Sudafrica                                                                | 2 – 0                                                                    | Kenya                                                                    | Amichevole                                                               | 1                                                                        | 73’                                                                      |
| 5-6-2011                                                                 | Il Cairo                                                                 | Egitto                                                                   | 0 – 0                                                                    | Sudafrica                                                                | Qual. Coppa d'Africa 2012                                                | -                                                                        | 90’                                                                      |
| Totale                                                                   |                                                                          | Presenze                                                                 | 3                                                                        |                                                                          | Reti                                                                     | 1                                                                        |                                                                          |